# Amerykańskie Towarzystwo Chemiczne

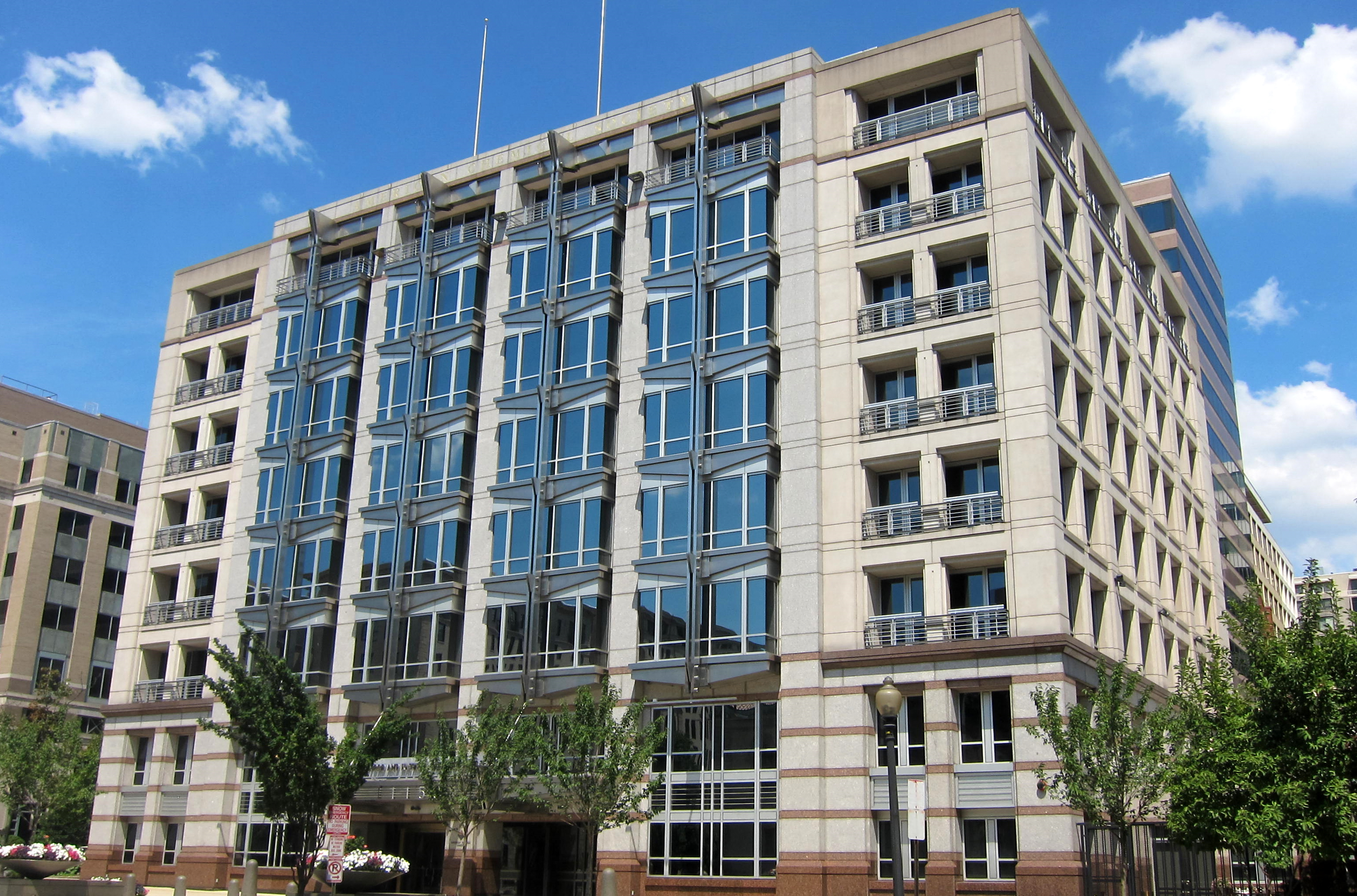
Główna siedziba Amerykańskiego Towarzystwa Chemicznego w Waszyngtonie

Amerykańskie Towarzystwo Chemiczne (ang. American Chemical Society, ACS) – stowarzyszenie naukowe mające siedzibę w Stanach Zjednoczonych i zajmujące się różnymi zagadnieniami związanymi z chemią i naukami pokrewnymi, założone w 1876 roku na Uniwersytecie Nowojorskim. W kwietniu 2017 liczyło około 157 000 członków na całym świecie.
Amerykańskie Towarzystwo Chemiczne wydaje 47 czasopism z dziedziny chemii, między innymi „Journal of the American Chemical Society”, „Journal of Organic Chemistry”, „Organic Letters” i „Chemical Reviews”.